# Vostok 1
För andra betydelser, se Vostok (olika betydelser).
Vostok 1 (ryska: Восток-1) var den första bemannade rymdfarkosten och ingick i det sovjetiska Vostokprogrammet. Den sköts upp i rymden från Kosmodromen i Bajkonur, den 12 april 1961 med kosmonauten Jurij Gagarin ombord. Vostok 1 avverkade ett varv runt jorden innan den efter 108 minuter återinträdde i jordens atmosfär. Gagarin lämnade rymdkapseln i fallskärm på cirka 7 kilometers höjd och landade oskadd på jorden.
Enligt officiella uppgifter 1961 skedde starten i Bajkonur vid positionen 47°22′00″N 65°29′00″Ö / 47.36667°N 65.48333°Ö. I verkligheten skedde den nära Tjuratam vid positionen 45°55′12.72″N 63°20′32.32″Ö / 45.9202000°N 63.3423111°Ö, 250 kilometer sydväst om Bajkonur, något som ryssarna ville hålla hemligt i den rymdkapplöpning som pågick med USA. Tjuratam döptes 1995 om till Bajkonur.

## Färden
Färden uppmärksammades precis som Sputnik 1 i all världens media och Gagarin blev en av världens kändaste människor.